# オオメコビトザメ
オオメコビトザメ Squaliolus laticaudus はヨロイザメ科のサメの一種。世界各地に分布する。記録されている最大体長は28cmで、現生するサメの中で最も小さい種の一つである。体は細く、大きく円錐形の吻や、長いが立っていない第二背鰭、ほぼ上下対称の尾びれが特徴。第一背鰭に棘があり、第二背鰭に無いサメは、本種と同属のツラナガコビトザメだけである。体色は濃い茶色から黒色で、腹部には無数の発光器をもつ。
通常栄養豊かな大陸棚の海に生息し、小型の硬骨魚やイカを捕食する。日中は水深500mほどに位置し、夜間は餌を求めて水深200mほどの浅海に移動する（これは深海魚に広く見られる行動で、日周鉛直移動と呼ばれる）。繁殖形態は卵胎生で、メスは4匹の稚魚を一度に出産する。経済的価値はない。IUCNは保全状態について、漁業による脅威は小さく、広い分布域を維持しているとして軽度懸念と評価している。

## 分類
アメリカ海軍の蒸気船、アルバトロス号による1907年から1910年までのフィリピン遠征の途中に発見された多くの新種のうちの一つである。この時にルソン島南部のバタンガス港で得た2つの標本をもとに、1912年にアメリカの魚類学者のヒュー・マコーミック・スミスとルイス・ラドクリフによって記載された。この2つの標本のうち、全長15cmのオスの標本がタイプ標本とされた。
スミスとラドクリフは新属 Squaliolus（ツラナガコビトザメ属）を立て本種を含めた。また、ラテン語で「幅が広い」という意味の latus と「尾」という意味の cauda に由来した、laticaudusという種小名を与えた。オスの交尾器にみられる類似性から、本種と同属のツラナガコビトザメに最も近縁なのはオキコビトザメ Euprotomicrus bispinatus であると考えられている。

## 分布
世界中に広く生息している。大西洋西部では、バミューダ諸島、スリナム、ブラジル南部、アルゼンチン北部、東部では北フランス沖、マデイラ諸島、カーボベルデ、アゾレス諸島でみられる。インド洋では、ソマリア沖でのみ報告がある。太平洋では、南日本と台湾、フィリピンで確認されている。200-500mほどの水深で発見され、近縁のオキコビトザメやダルマザメと違って水面に近づくことはほとんど無い。生物生産力の高い大陸棚上部を好む。大陸棚外縁にも時折現れるが、海盆の中央は避ける。このような生息域は、類似した生態を持つオキコビトザメとは重なっておらず、ダルマザメなどの近縁種とも大きく異なる。

## 形態
世界最小のサメの一つで、記録されている最大全長はオスで22cm、メスで28cmである。紡錘形で長い体をもち、目は大きく眼窩の上縁はほぼ直線状である。口には薄く滑らかな唇と、上顎に22-31本、下顎に16-21本の歯列がある。上顎の歯は幅が狭く尖る。下顎の歯は基部が広く隣の歯と結合し、これらが切れ目無い刃を形成している。
ツラナガコビトザメ属の2種は、第一背鰭には棘があるが第二背鰭にはない。これはサメの中でも本属にのみ見られる特徴である。この棘は、メスでは皮膚に覆われるが、オスでは露出する。第一背鰭は小さく、胸びれの最後部にあたる位置から付く。第二背鰭は基底部が第一背鰭の2倍長いが、高さはない。胸びれは短く、三角形状で、後縁はわずかに湾曲している。腹びれは長いが、尻びれはもたない。尾びれは広く、その上葉と下葉は大きさと形が類似しているが、上葉後縁には深い欠刻がある。
皮歯は平たいブロック状で、柄や縁歯はない。体色は濃い茶色から黒で、鰭の縁は明色となる。腹面は発光器で密に覆われており、これは吻端や目、鼻孔の周りにまでみられるが、背中にはほとんど無い。椎骨を60個しか持たず、これはサメ類の中で最も少ない。

## 生態

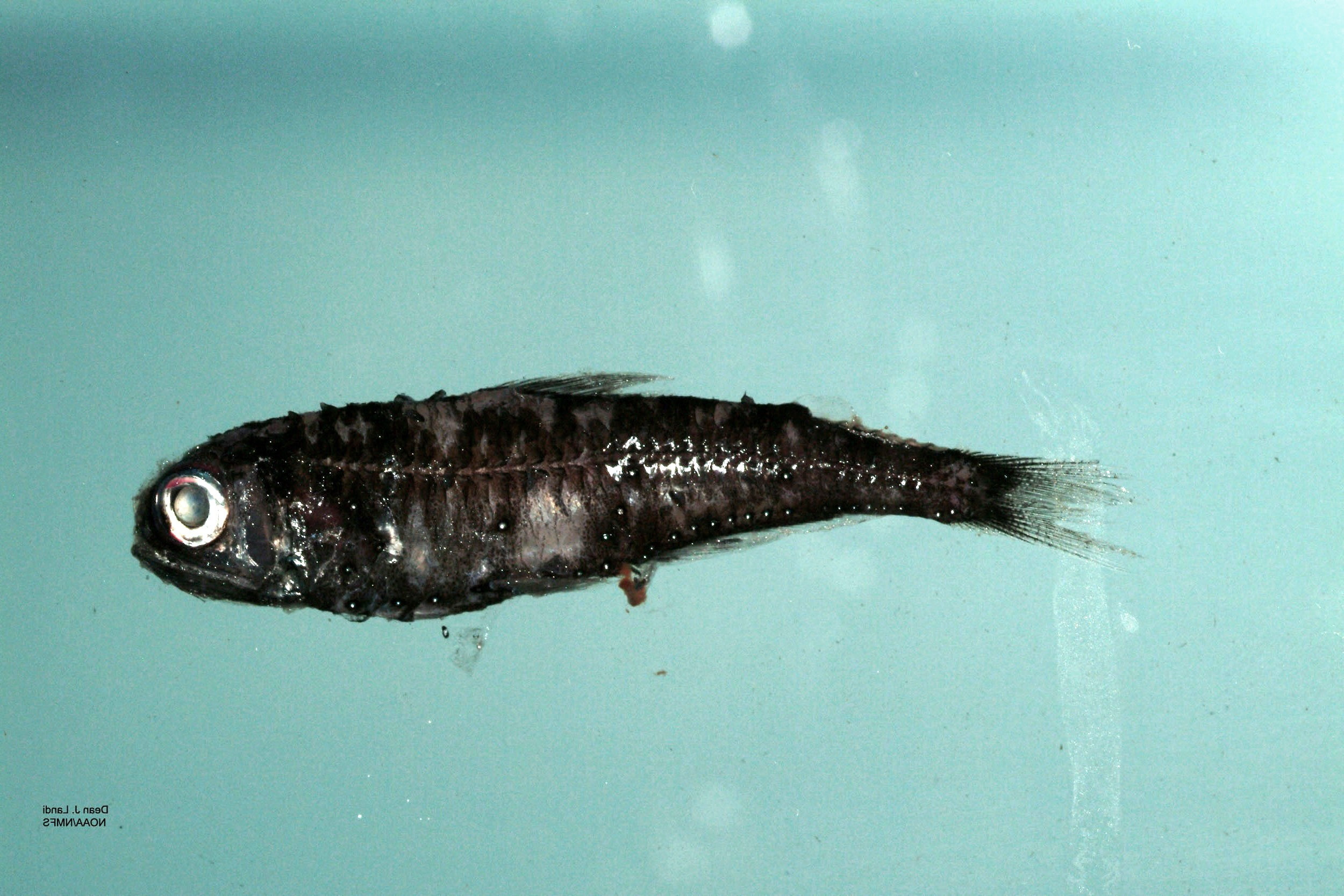
オオメコビトザメが捕食するハダカイワシ属の一種

主に硬骨魚（ミツマタヤリウオ属・ハダカイワシ属・ヨコエソ属）、イカ（ユウレイイカ属・クラゲイカ属）を捕食する。捕獲記録からは、獲物を追って深海魚特有の日周鉛直移動を行うことが推測されており、日中は水深500mほどの海域に位置し、夜間には水深200mほどの位置まで浮上する。腹部の発光器は、下方から見たときにわずかな環境光にとけ込んで体の輪郭を隠し、外敵からの発見を防ぐのに役立っている。
同科の他種と同様に無胎盤性の胎生であり、母親の体の中で子は卵黄を使って成長する。メスの成魚は2つの卵巣を持ち、最大で12個の卵を持つとされているが、実際に一度に産まれる子の数は少なく、1999年にブラジル南部で捕獲された妊娠中のメスの個体からは産まれる直前の子が4匹だけ見つかった。子は9-10cmほどで生まれる。雄で15cm、雌で17-20cmほどで性成熟する。本種と、タイワンザメ科のオナガドチザメ、そしてカラスザメ科のEtmopterus perryi（英名:Dwarf lanternshark）のいずれかが成熟時の全長が最も小さいサメであると言われているが、サメの性成熟を判断するのは難しいため、この中でどの種が最も小さいのかはまだ確かでない。

## 人間との関係
経済価値はなく、トロール網での混獲によって捕らえられることもあるが、小型であるため普通は網にかからない。広い生息域を持ち、人間からの脅威も少ないため、IUCNは保全状態を軽度懸念と評価している。